# Eriosema transvaalense
Eriosema transvaalense är en ärtväxtart som beskrevs av Charles Howard Stirton. Eriosema transvaalense ingår i släktet Eriosema och familjen ärtväxter. Inga underarter finns listade i Catalogue of Life.